# Bolephthyphantes index
Bolephthyphantes index is een spinnensoort in de taxonomische indeling van de hangmatspinnen (Linyphiidae).
Het dier behoort tot het geslacht Bolephthyphantes. De wetenschappelijke naam van de soort werd voor het eerst geldig gepubliceerd in 1856 door Tord Tamerlan Teodor Thorell.